# Christa Baufeld
Christa Berta Anna Baufeld, geborene Rose, (* 19. Dezember 1933 in Prenzlau) ist eine deutsche Germanistin und Philologin. Sie lehrte an den Universitäten Greifswald und Rostock und beschäftigte sich mit älterer deutscher Literatur.

## Leben
Christa Baufeld ist die Tochter des Elektromeisters Fritz Rose und dessen Frau Else Rose, einer geborenen Pannack. Seit 1940 besuchte sie in Prenzlau eine Volksschule, ab 1944 eine Oberschule und absolvierte dort 1952 das Abitur mit sehr gut. Anschließend bezog sie die Universität Greifswald, um Germanistik zu studieren. 1956 beendete sie das Studium und wurde Diplom-Lehrerin und begann eine Tätigkeit als Lehrerin in Wusterhusen.
1961 ging Baufeld als freiberufliche Mitarbeiterin an die Deutsche Akademie der Wissenschaften zu Berlin. Dort arbeitete sie am Projekt Pommersches Wörterbuch mit und untersuchte Dialekt beziehungsweise Umgangssprache in der nördlichen DDR. Die Akademie verließ sie 1973 und wurde an der Greifswalder Universität als Lehrerin (im Hochschuldienst) eingestellt. Die Universität promovierte sie 1980 zum Doktor der Philologie summa cum laude anhand ihrer Dissertation Semantische Beschreibung des Pluraliatantum im Deutschen. Außerdem wurde sie in diesem Jahr für die Geschichte der deutschen Sprache habilitiert und nahm eine Stelle als wissenschaftliche Oberassistentin an. Das Sommersemester 1982 verbrachte sie als Gastdozentin an der Universität Vilnius.
In Greifswald arbeitete Baufeld seit 1985 als außerordentliche Dozentin, 1990 schließlich erhielt sie die außerordentliche Professur an der Sektion Germanistik, Kunst- und Musikwissenschaft. Zwischendurch war sie im Wintersemester 1987/1988 Gastdozentin an der Universität Toruń.
Als Professorin für ältere deutsche Sprache und Literatur unterrichtete die in Greifswald lebende Baufeld seit 1992 an der Universität Rostock als Nachfolgerin Gisela Brandts am Institut für Germanistik. Im Wintersemester 1992/1993 war sie Gastprofessorin am germanistischen Institut der Universität Wien. 1999 trat sie in den Ruhestand, an der Universität wurde ihr Nachfolger Franz-Josef Holznagel.
Christa Baufeld ist verheiratet und hat drei Kinder.
An der Universität Rostock wohnte Baufeld der Kommission für die Bewilligung von Promotionsstipendien bei, fungierte als Kontaktpartner für Germanistik der Universität Lettlands in Riga, der Partneruniversität von Rostock, und war Mitglied des Fakultätsrat. Überdies gehörte sie der Oswald-von-Wolkenstein-Gesellschaft an, der Wolfram von Eschenbach-Gesellschaft und der Arbeitsgemeinschaft für wissenschaftliche Editionen.

## Veröffentlichungen (Auswahl)
- Semantische Beschreibung des Pluraliatantum im Deutschen. Eine Studie zu ihren Beziehungen zwischen Wirklichkeit und Sprache. Greifswald 1979, (Greifswald, Universität, Dissertation A, 1980).
- Lehrmaterial zur Geschichte der deutschen Sprache. Als Manuskript gedruckt. Ernst-Moritz-Arndt-Universität, Greifswald 1985.
- Liebeszauber und Gesundheitstränke. Verhaltenslehren und Rezepturen aus einer mittelalterlichen Handschrift. Rütten & Loening, Berlin 1989, ISBN 3-352-00192-8.
- mit anderen: Geschichte der deutschen Literatur von den Anfängen bis zur Gegenwart. Band 2: Mitte des 12. bis Mitte des 13. Jahrhunderts. Volk und Wissen, Berlin 1990, ISBN 3-06-102502-2.
- Herausgeberin: Die Funktion außer- und innerliterarischer Faktoren für die Entstehung deutscher Literatur des Mittelalters und der frühen Neuzeit. Tagung, Greifswald, 18. bis 20. September 1992 (= Göppinger Arbeiten zur Germanistik. 603). Kümmerle, Göppingen 1994, ISBN 3-87452-848-0.
- Kleines frühneuhochdeutsches Wörterbuch. Lexik aus Dichtung und Fachliteratur des Frühneuhochdeutschen. Niemeyer, Tübingen 1996, ISBN 3-484-10268-3.
- Herausgeberin: Gesundheits- und Haushaltslehren des Mittelalters. Edition des 8° Ms 875 der Universitätsbibliothek Greifswald mit Einführung, Kommentar und Glossar (= Kultur, Wissenschaft, Literatur. 1). Lang, Frankfurt am Main u. a. 2002, ISBN 3-631-37253-1.